# Evgenij Abramovič Baratynskij
Evgenij Abramovič Baratynskij in russo Евгений Абрамович Баратынский? (Vjažlja, 2 marzo 1800 – Napoli, 11 luglio 1844) è stato un poeta russo.
Invano ti agiti e ti affanni
inseguendo uno sviluppo:
anima sciocca, compisti le tue imprese
prim'ancora di avere un corpo»
(E. A. Baratynskij, Crepuscolo)

## Biografia
Nato a Vjažlja, un villaggio del governatorato di Tambov, in una famiglia nobile, perse il padre, generale dell'esercito, nel 1810. A dodici anni entrò nella «Scuola dei Paggi», un'accademia militare di San Pietroburgo riservata ai nobili, ma ne fu espulso nel 1816 per furto. Vittima di disturbi nervosi, passò tre anni nella sua casa natale e poi presso uno zio a Smolensk.

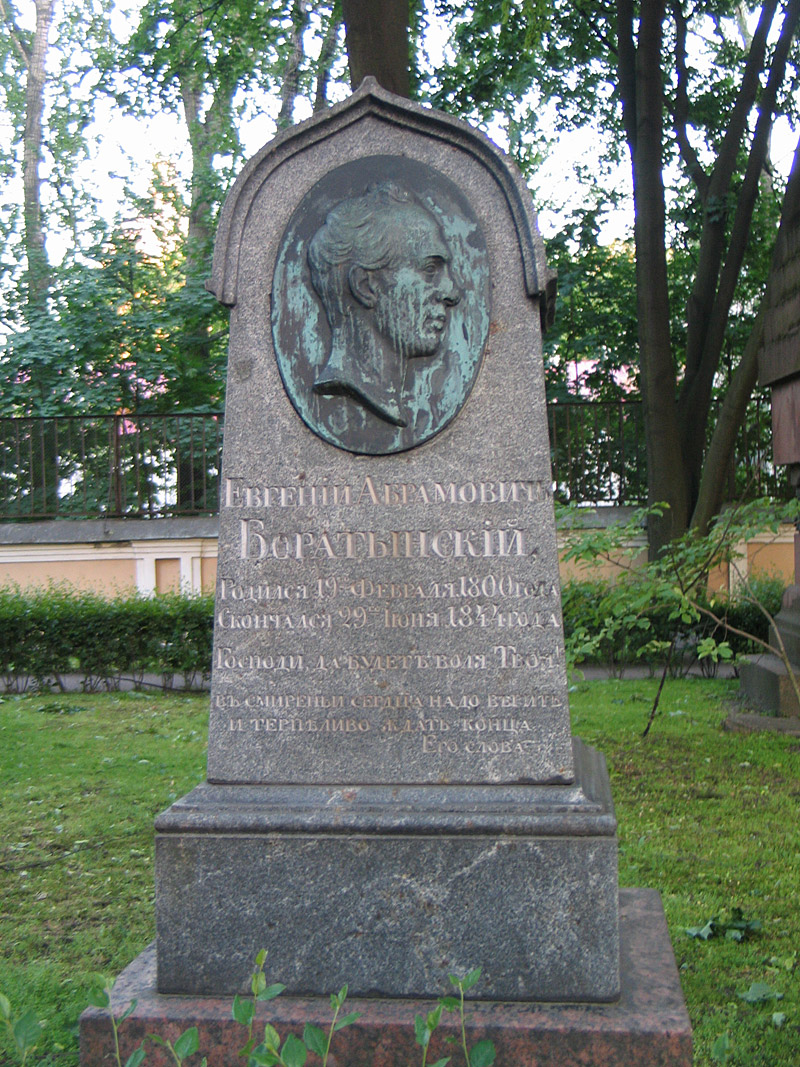
La tomba di Baratynskij

Arruolato come soldato semplice a San Pietroburgo, iniziò a scrivere le sue prime poesie e conobbe il poeta Anton Antonovič Delvig, che lo lodò e lo incoraggiò, facendolo conoscere negli ambienti letterari della capitale. Trasferito in Finlandia nel 1820, pubblicò il poemetto Eda che ottenne l'apprezzamento della critica. Promosso ufficiale nel 1825, lasciò l'esercito nel 1826 e si stabilì a Mosca dove si sposò e condusse una vita serena. Nel 1843 partì in viaggio per l'Europa, e si recò a Parigi e in Italia, dove morì improvvisamente nel 1844. È sepolto nel cimitero Tichvin dell'Aleksandr Nevskij-Lavra di San Pietroburgo.
Il racconto in versi Eda narra la vicenda della seduzione di una semplice contadina finlandese da parte di un ufficiale degli ussari, «un soggetto fuori moda già negli anni Venti, con le sue reminiscenze settecentesche» che tuttavia Baratynskij tratta evitando ogni retorica e utilizzando «uno stile meravigliosamente preciso, uno stile accanto al quale quello di Puškin sembra confuso». Nel poemetto resta notevole la figura della protagonista, «da un punto di vista psicologico senza dubbio superiore a qualunque cosa fosse stata scritta in Russia prima di allora» ed emerge la sapienza con la quale è descritta la natura, un tema sempre amato dal poeta. Le successive prove de Il ballo (1828) e de La concubina (1830) sono invece meno felici.
Le liriche scritte da Baratynskij negli anni Trenta esprimono generalmente delicati sentimenti, a volte con un fondo di malinconia, espressi nello stile brillante e classico del secolo precedente. Con il tempo, la malinconia si accentuò, fino a raggiungere il pessimismo filosofico degli ultimi anni. Egli vi esprime la convinzione che l'umanità si allontani sempre più dalla natura, e che il mondo futuro, industrializzato e inteso agli affari, porterà «la felicità e la pace universale acquistate a costo della perdita di tutti i valori più alti della poesia»: con questa perdita, però, l'umanità finirà con il perdere se stessa, estinguendosi «per impotenza sessuale. Allora la terra tornerà alla sua maestà primeva».

## Opere
- Eda, 1824
- L'ultima morte, 1827
- Il ballo, 1828
- La concubina, 1830
- Sulla morte di Goethe, 1832
- Morte, 1833
- Autunno, 1838
- Rime, 1841
- La zingara, 1842
- Sulla piantagione di una foresta, 1843